# 米特尔豪森
米特尔豪森（德語：Mittelhausen，發音：[ˈmɪtl̩ˌhaʊzn̩]）是德国萨克森-安哈尔特州曼斯费尔德-南哈茨县曾经的一个市镇，面积12.66平方千米，2012年9月6日人口为614人。2010年1月1日，米特尔豪森与另外10个市镇并入市镇阿尔施泰特。